# بلترلي هيث (تشيشير)
بلترلي هيث (بالإنجليزية: Balterley Heath)‏ هي قرية تقع في المملكة المتحدة في شمال غرب إنجلترا.